# Kesselhaus

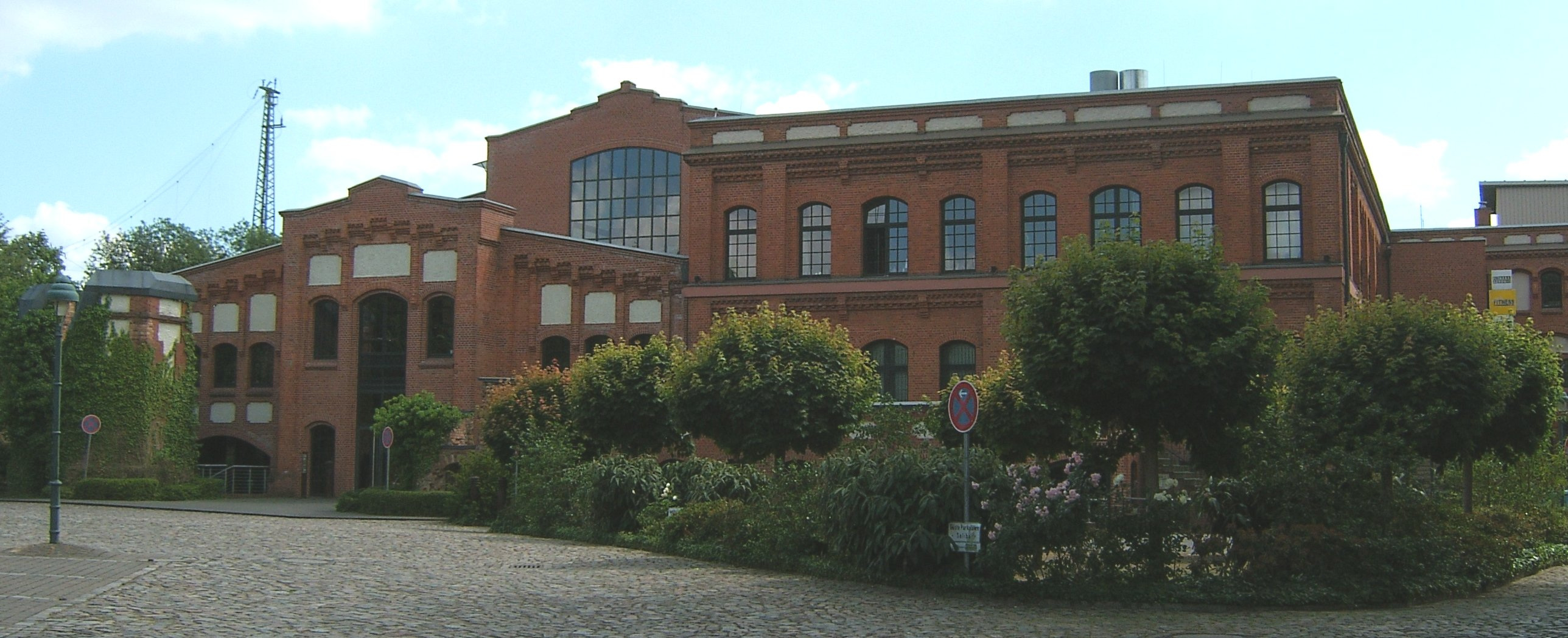
Kesselhaus und Maschinenhalle im Kraftwerk Leverkusenstraße in Hamburg

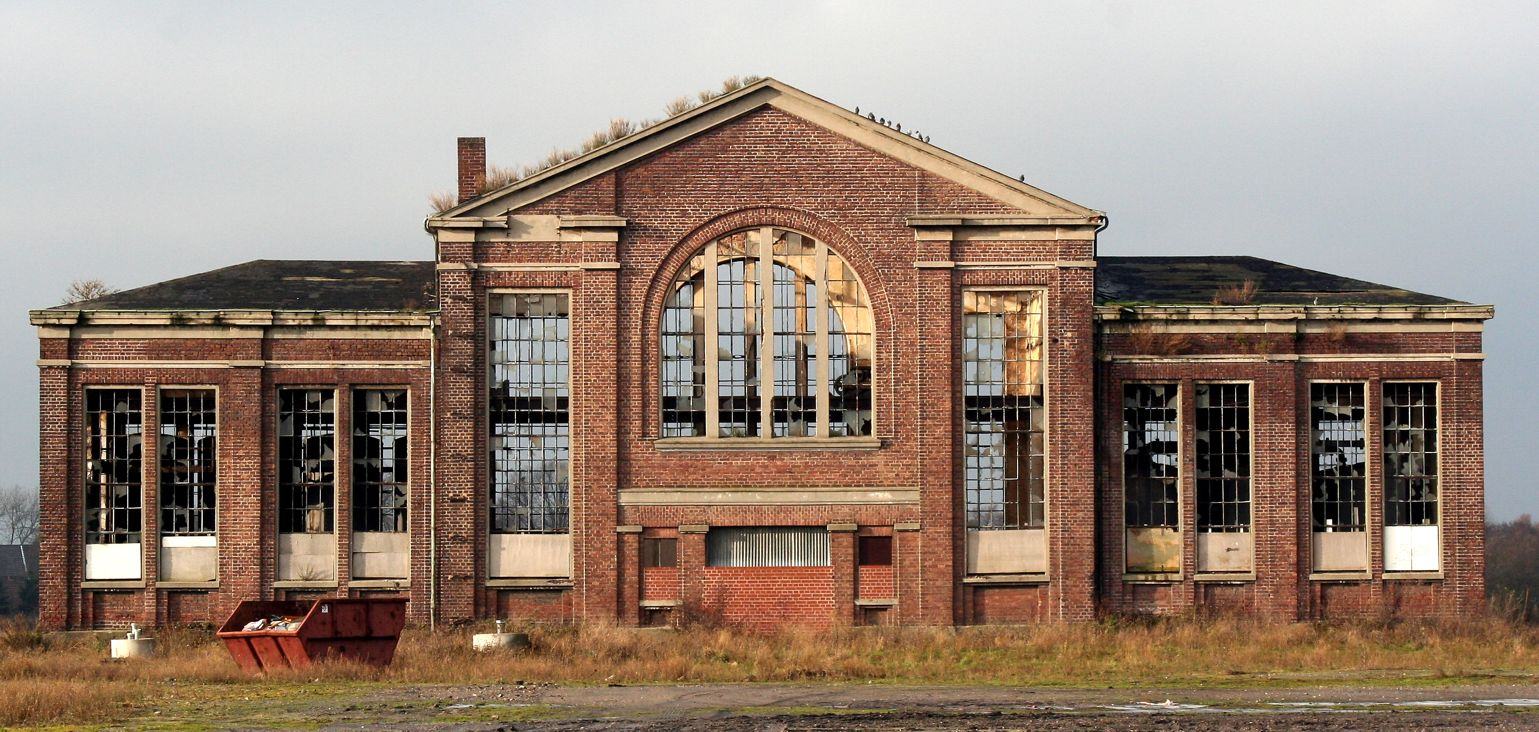
Altes Kesselhaus im Stahlwerk Becker in Willich

Als Kesselhaus bezeichnet man ein Gebäude, in dem ein Dampfkessel mitsamt seiner Feuerung aufgestellt wird.
Das Kesselhaus befindet sich bei Industrieanlagen meist in direkter Nachbarschaft zum Maschinenhaus, wo sich die mit dem erzeugten Wasserdampf angetriebenen Wärmekraftmaschinen wie beispielsweise Dampfmaschinen oder Dampfturbinen befinden. In einem Kesselhaus kann auch der Dampf für eine Fernheizung bereitgestellt werden. Architektonisches Kennzeichen eines alten Kesselhauses ist mindestens eine verglaste Seitenfront, damit im Falle einer Verpuffung aus dem Kessel oder aus der Feuerung nicht gleich das gesamte Gebäude zerstört wird, sondern nur die zugehörigen Fensterscheiben zu Bruch gehen.